# Краткая российская энциклопедия
Краткая российская энциклопедия (КРЭ) — универсальная энциклопедия на русском языке. Коммерческий проект издательства «Большая российская энциклопедия». Издана в 2003 году в виде трёхтомника, в 2005 — энциклопедия вышла в электронном виде. Составитель В. М. Карев.
Количество статей в энциклопедии — более 70 000, из них 20 000 — это биографии виднейших деятелей России. Количество иллюстраций — 3000 (включая карты и портреты).

## Издания

### Печатное издание
- Издательства: Большая Российская энциклопедия.
- Год издания: 2003.
- Тираж: 100 000 экз.
- Формат: 70x108/16
- Количество страниц: 1136 (в каждом томе).

#### Тома
1. Краткая Российская энциклопедия. Т. 1. А—К. — ISBN 5-85270-188-2, ISBN 5-329-00651-1, ISBN 5-329-00652-X.
2. Краткая Российская энциклопедия. Т. 2. К—Р. — ISBN 5-85270-189-0, ISBN 5-85270-187-4.
3. Краткая Российская энциклопедия. Т. 3. Р—Я. — ISBN 5-85270-188-2, ISBN 5-329-00651-1, ISBN 5-329-00654-6.

### Электронное издание
- Разработчик: Большая российская энциклопедия.
- Издатель: Новый Диск.
- Год издания: 2005.
- Носитель: CD-ROM.